# Temnosira nigriscutata
Temnosira nigriscutata är en tvåvingeart som beskrevs av Ozerov 1993. Temnosira nigriscutata ingår i släktet Temnosira och familjen prickflugor. Inga underarter finns listade i Catalogue of Life.